# 디즈멀랜드
디즈멀랜드(Dismaland, 2015.8.22 ~ 9.27)는 거리 미술가 뱅크시와 58명의 예술가가 만든 일종의 테마 공원이다. 잉글랜드 서머싯주 웨스턴슈퍼메어에 위치하고 있고 있으며, 2015년 8월 21일 문을 열었다. 디즈니랜드에 음울하다는 의미의 dismal을 합쳐서 만들었다. 2015년 9월 27일까지 하루에 4천명에게만 문을 열었고 문을 닫은 이후에 디즈멀랜드의 자재들은 프랑스 칼레의 난민수용소를 짓기 위해 해체되었다. 2017년 신비한 TV 서프라이즈에서 다뤄지기도 했다.

## 갤러리
- 디즈멀랜드가 된 Tropicana의 수영장
- 작품 Big Rig Jig
- 작품 Water Cannon Creek

## 기여자
- 뱅크시
- 데이미언 허스트
- 제니 홀저

총 58명이 참여했으며 모든 기여자는 디즈멀랜드 웹사이트에서 볼 수 있다.